# Pan Galo Plaza
El pan Galo Plaza es una variedad de pan dulce con un relleno dulce de color rojo preparado en Ecuador. Este bocado de dulce es llamado Galo Plaza en honor al presidente del Ecuador que gobernó entre 1948 al 1952 debido a que era un asiduo consumidor de este dulce cuando llegaba a la ciudad de Guayaquil.

## Descripción
Es una masa horneada de harina similar al pan de dulce, con un relleno dulce color rojizo en su interior. Este dulce antiguamente era de mermelada de guayaba, actualmente se usa esencias de sabores y colorante rojo. 
Se suele consumir con café, leche fría o gaseosas.